# Canales (Ávila)
Canales ist ein zentralspanischer Ort und eine Gemeinde (municipio) mit 35 Einwohnern (Stand: 2024) in der Provinz Ávila in der Autonomen Region Kastilien-León.

## Lage und Klima
Canales liegt auf der Südseite der Sierra de Gredos in der Provinz Ávila in einer Höhe von ca. 885 m.
Die Entfernung nach Ávila beträgt knapp 41 km (Fahrtstrecke) in südsüdöstlicher Richtung. Das Klima ist gemäßigt bis warm; der Regen (ca. 461 mm/Jahr) fällt mit Ausnahme der trockenen Sommermonate übers Jahr verteilt.

## Bevölkerungsentwicklung
| Jahr      | 1970 | 1981 | 1991 | 2001 | 2011 | 2021 |
| Einwohner | 105  | 103  | 92   | 57   | 49   | 39   |

## Sehenswürdigkeiten
- Kirche Mariä Himmelfahrt